# 摩拉縣
汶萊-摩拉縣是汶萊的四个縣之一，北臨南中國海，東南為汶莱湾，南與馬來西亞砂拉越州林夢省接壤，縣城為斯里巴加湾市（即汶萊首都）。該縣地理面積達570平方公里，全縣人口（2006年）約為21.83萬人，是汶萊最北面的一個縣，也是汶萊面積最小及人口最密集的行政區。
該縣下分18個鄉（巫金），其中6个由水上村落组成。
汶萊河流經本縣。其它主要城鎮包括摩拉等。